# مسیو انترتینمنت
استودیو بازی و سرگرمی مسیو یک استودیو توسعه‌دهنده بازی‌های ویدئویی در مالمو، سوئد است. این استودیو از سال ۲۰۰۸، زیرمجموعه شرکت یوبی‌سافت می‌باشد.
از آثار شناخته شده این استودیو، می‌توان به فارکرای ۳ اشاره کرد.

## فهرست بازی‌ها
| ۲۰۰۰ | Ground Control                      | نه  | نه  | نه  | آری | نه  | نه  | نه  |
| ۲۰۰۰ | Ground Control: Dark Conspiracy     | نه  | نه  | نه  | آری | نه  | نه  | نه  |
| ۲۰۰۴ | Ground Control II: Operation Exodus | نه  | نه  | نه  | آری | نه  | نه  | نه  |
| ۲۰۰۷ | World in Conflict                   | نه  | نه  | نه  | آری | نه  | نه  | نه  |
| ۲۰۰۹ | World in Conflict: Soviet Assault   | نه  | نه  | نه  | آری | نه  | نه  | نه  |
| ۲۰۱۱ | کیش یک آدم‌کش: افشاگری‌ها             | آری | نه  | نه  | آری | آری | نه  | نه  |
| ۲۰۱۲ | فار کرای ۳                          | آری | نه  | نه  | آری | آری | نه  | نه  |
| ۲۰۱۴ | تام کلنسیز دی دیویژن                | نه  | آری | نه  | آری | نه  | آری | نه  |
| ۲۰۲۴ | جنگ ستارگان: قانون‌ شکنان            | نه  | نه  | آری | آری | نه  | نه  | آری |